# سائوری سوگیموتو
سائوری سوگیموتو (انگلیسی: Saori Sugimoto; ۱۷ نوامبر ۱۹۶۴ – ۲۱ اکتبر ۲۰۲۱) صداپیشه اهل ژاپن بود.